# تشارلز دو ريتشاردز
تشارلز دو ريتشاردز هو محامي وقاضي وسياسي كندي، ولد في 12 يونيو 1879 في Southampton, New Brunswick ‏ في كندا، وتوفي في 15 سبتمبر 1956 في فريدريكتون في كندا. نشط حزبياً في الحزب التقدمي المحافظ في نيو برونزويك ‏. وقد انتخب عضو الجمعية التشريعية لنيو برونزويك ‏ (10 أغسطس 1925 – 18 يونيو 1930) وانتخب عضو الجمعية التشريعية لنيو برونزويك ‏ (9 أكتوبر 1920 – 10 أغسطس 1925) وانتخب Premier of New Brunswick ‏ (19 مايو 1931 – 1 يونيو 1933).